# Патрісія Томпсон
Гелен Патрісія Томпсон (англ. Helen Patricia Thompson), відома також як Олена Володимирівна Маяковська; 15 червня 1926, Нью-Йорк — 1 квітня 2016, Нью-Йорк) — американська філософиня, письменниця та педагогиня.
Дочка Володимира Маяковського і російської емігрантки Єлизавети Зіберт (також відома як Elli Jones).
Доктор філософії, автор більше ніж 15 книг.